# Kotscherigin TSch-3
Die Kotscherigin TSch-3 (russisch Кочеригин ТШ-3) war ein sowjetisches, schweres Schlachtflugzeug (russisch Тяжелый Штурмовик) der 1930er Jahre. Konstruiert wurde es von Sergei Kotscherigin und dem später durch die MiG-Flugzeuge bekannt gewordenen Michail Gurewitsch.

## Geschichte
Zu Beginn der 1930er Jahre setzte sich bei der Roten Armee die Doktrin des Zusammenwirkens von Luft- und Bodenstreitkräften beziehungsweise die wirksame Unterstützung der Bodentruppen aus der Luft durch Flugzeuge durch. Bereits zum Ende der 1920er waren aus diesem Grund durch Dmitri Grigorowitsch die Schlachtflugzeuge TSch-1, TSch-2 und SchON entwickelt und getestet worden. Bei diesen Modellen handelte es sich ausnahmslos um Weiterentwicklungen des Doppeldeckers R-5, die nur bedingt zu diesem Einsatzzweck geeignet waren. Mit der TSch-3 entwickelten Kotscherigin und der bei ihm angestellte Gurewitsch in der Abteilung OSS des ZKB nun den ersten von Anfang an als Schlachtflugzeug ausgelegten Typen.
Die Arbeiten begannen 1932 unter der Projektbezeichnung ZKB-4. Das Flugzeug war als Eindecker mit verkleideten, nicht einziehbaren „Hosenbeinfahrwerk“ ausgelegt. Zum Schutz vor Geschossen wurde der Rumpf und die Tragflächen mit einer 576 Kilogramm wiegenden Panzerung aus 4 mm dicken Stahlplatten ausgestattet. Somit machte sie bei einem Leergewicht von 2665 Kilogramm fast ein Viertel des Gesamtgewichtes aus. Als Offensivbewaffnung verfügte die TSch-3 über zehn 7,62-Millimeter-Maschinengewehre vom Typ SchKAS in den Tragflügeln und insgesamt 18 kleinere Bomben in drei Unterflügel-Kassetten. 1934 wurde der Prototyp fertiggestellt und durch den Piloten Wladimir Kokkinaki getestet. Die Erprobung ergab eine durch die Panzerung verursachte viel zu geringe Geschwindigkeit und Manövrierfähigkeit. Da diese Probleme bei diesem Muster nicht behoben werden konnten, wurde das Projekt eingestellt. Als eine der Folgen der erfolglosen Entwicklung wurde 1936 der Entwicklungsauftrag „Iwanow“ für ein Schlachtflugzeug initiiert, um die optimale Kombination aus Bewaffnung, Panzerung, Geschwindigkeit und Manövrierfähigkeit in einem Modell zu vereinen.
Zwar war die TSch-3 ein Fehlschlag, sie wies jedoch mit ihrer Eindeckerbauweise, der Panzerung und dem MG-Schützen für den hinteren Bereich bereits einige Merkmale der erfolgreichen Il-2 von 1939 auf.

## Technische Daten
| Kenngröße             | Daten                                                                                        |
| --------------------- | -------------------------------------------------------------------------------------------- |
| Besatzung             | 2 (Pilot, Bordschütze)                                                                       |
| Spannweite            | 16,5 m                                                                                       |
| Länge                 | 10,75 m                                                                                      |
| Flügelfläche          | 45,04 m²                                                                                     |
| Flügelstreckung       | 6,04                                                                                         |
| Flächenbelastung      | 79,5 kg/PS                                                                                   |
| Leistungsbelastung    | 4,7 kg/PS                                                                                    |
| Leermasse             | 2665 kg                                                                                      |
| Startmasse            | 3557 kg                                                                                      |
| Antrieb               | ein flüssigkeitsgekühlter Zwölfzylinder-V-Motor M-34F                                        |
| Leistung              | 750 PS (552 kW)                                                                              |
| Höchstgeschwindigkeit | 247 km/h in Bodennähe 243 km/h in 1000 m Höhe                                                |
| Landegeschwindigkeit  | 95 km/h                                                                                      |
| Steigzeit             | 10,7 min auf 3000 m Höhe                                                                     |
| Dienstgipfelhöhe      | 5800 m                                                                                       |
| Reichweite            | 470 km                                                                                       |
| Flugdauer             | 2,5 h                                                                                        |
| Bewaffnung            | je fünf starre 7,62-mm-MG SchKAS pro Flügel ein bewegliches 7-62-mm-MG SchKAS im Abwehrstand |
| Abwurfmunition        | je 6 Bomben in 3 Kassetten unter Tragflügeln und Rumpf                                       |